# 福岡県社会人サッカーリーグ
福岡県社会人サッカーリーグ（ふくおかけんしゃかいじんさっかーりーぐ）とは、全国の各都道府県にあるサッカーの都道府県リーグのうち、福岡県のクラブチームが参加するリーグである。

## 概要・レギュレーション

### リーグの変遷
1969年に1部6チーム・2部5チームで発足したが、三菱化成黒崎や全西鉄の九州サッカーリーグ参加等もあり一度廃止され、1975年に1部6チームで改めて発足した。
1999年までは1部制・最大11チームで構成された。2000年から1部6チーム・2部6チームによる2部制に移行し、2005年からは1部6チーム（2回戦総当たり10試合）・2部10チーム（1回戦総当たり9試合）の構成となった。さらに2部は2011年から11チーム（1回戦総当たり10試合）となった。
2018年からは1部・2部ともに1回戦総当たりに変更され、チーム数を拡大。1部9チーム・2部9チームの構成となる。さらに2020年からは1部10チーム・2部10チームに拡大されている。同年は新型コロナウイルスの影響によりオープン戦として扱われ降格が無かったため、2021年は1部11チーム・2部11チームとなり、以降も11チーム制を継続している。
2017年まで勝利チームに与えられる勝ち点は2であったが、2018年からは3に変更されている。

### リーグ構成（2025年）
福岡県社会人サッカーリーグは2部で構成される。1回戦総当たりで行う。試合時間は1部が90分、2部が80分。
- 1部（11チーム）
- 2部（11チーム）

下位カテゴリとして福岡・北九州・筑豊・筑後の4つの地区リーグが存在する。

### 昇格・降格に関して
- 1部の優勝チームは九州各県リーグ決勝大会の出場権を得る。同大会優勝で九州サッカーリーグに昇格、準優勝の場合は九州リーグ9位との入替戦を行う。
- 1部の10位・11位は2部へ自動降格、2部の1位・2位は1部へ自動昇格。
- 2部の10位・11位は各地区リーグに自動降格。
- 各地区リーグの優勝4チームは福岡県各地区サッカーリーグ決勝大会に進出。2ブロックに分かれ2チームが2部へ昇格[4]。

## 参加チーム（2025年）

### 1部
- スケアクロウズ北九州（北九州）
- 春日イーグルス（福岡）
- Passcharise（福岡）
- 光陽クラブ（福岡）
- アディ（北九州）
- FC千代（福岡）
- 三宅クラブ（福岡）
- 森都主FC（筑豊）
- 七隈トンビーズ（福岡）
- 福岡銀行サッカー部（福岡）
- artesan（筑豊）

### 2部
- ペラーダFCグランリオ（筑後）
- NISSAN自動車九州（株）サッカー部（北九州）
- ONE SOUL.C福岡（福岡）
- 福岡蹴友クラブ（福岡）
- 久留米AZALEA（筑後）
- 筑後FC（筑後）
- LIGA（北九州）
- BONCINO（筑豊）
- 宇美町FC（福岡）
- CASA DIVERTADE（筑豊）
- FC深江（北九州）

## 歴代優勝チーム

### 1部
※九州サッカーリーグ昇格チームは太字で表記
| - 第1回(1975年) 福岡教員クラブ - 第2回(1976年) 福岡教員クラブ - 第3回(1977年) 三井東圧化学 - 第4回(1978年) 三井東圧化学 - 第5回(1979年) 三井東圧化学 - 第6回(1980年) オリエントAFC - 第7回(1981年) - 第8回(1982年) 八幡中央OB - 第9回(1983年) 福岡教員クラブ - 第10回(1984年) 八幡中央OB - 第11回(1985年) 福岡県選抜 - 第12回(1986年) とびうめクラブ - 第13回(1987年) 福岡教員クラブ - 第14回(1988年) 福岡教員クラブ - 第15回(1989年) 福岡教員クラブ - 第16回(1990年) 七隈トンビーズ - 第17回(1991年) 豊国大吾クラブ - 第18回(1992年) FUFAとびうめクラブ - 第19回(1993年) FUFAとびうめクラブ - 第20回(1994年) 九州三菱自動車 | - 第21回(1995年) 九州三菱自動車 - 第22回(1996年) 東海大第五OB - 第23回(1997年) マッキーFC - 第24回(1998年) 九州三菱自動車 - 第25回(1999年) 七隈トンビーズ - 第26回(2000年) 七隈トンビーズ - 第27回(2001年) 七隈トンビーズ - 第28回(2002年) 七隈トンビーズ - 第29回(2003年) 七隈トンビーズ - 第30回(2004年) 七隈トンビーズ - 第31回(2005年) 七隈トンビーズ - 第32回(2006年) 三宅クラブ - 第33回(2007年) 三宅クラブ - 第34回(2008年) 七隈トンビーズ - 第35回(2009年) 九州三菱自動車 - 第36回(2010年) 九州三菱自動車 - 第37回(2011年) 九州三菱自動車 - 第38回(2012年) スケアクロウズ北九州 - 第39回(2013年) 七隈トンビーズ - 第40回(2014年) 三宅クラブ | - 第41回(2015年) 三宅クラブ - 第42回(2016年) 三宅クラブ - 第43回(2017年) 三宅クラブ - 第44回(2018年) 三宅クラブ - 第45回(2019年) 三宅クラブ - 第46回(2020年) 七隈トンビーズ - 第47回(2021年) 光陽クラブ - 第48回(2022年) 板付FC - 第49回(2023年) 板付FC - 第50回(2024年) スケアクロウズ北九州 |